# Paladinul sufletelor
Paladinul sufletelor (2003) (titlu original Paladin of Souls) este un roman fantasy scris de Lois McMaster Bujold. Acțiunea cărții se petrece în Universul Chalionului, la trei ani după evenimentele relatate în Blestemul Chalionului.

## Intriga
Ista - mama roinei Iselle, un personaj secundat în precedentul roman - și-a revenit după ce blestemul Generalului de Aur a fost ridicat de pe familia sa. Pentru a scăpa de viața plicticoasă din Valenda și de amintirile neplăcute, ea pornește într-un pelerinaj religios alături de frații dy Gura - care o însoțesc pe post de protectori, Liss - o fată-curier isteață pe care o ia drept cameristă și dy Cabon - un preot din ordinul Bastardului, care devine 'ghidul ei spiritual'.
Pelerinii sunt capturați de o trupă roknari în apropierea principatului Jokona, dar sunt eliberați de o patrulă a cetății în apropierea căreia se aflau, Porifors. La conducerea salvatorilor se află Arhys, fiul celui a cărui moarte o orchestrase Ista în trecut în încercarea de a alunga blestemul Generalului de Aur. Ajunsă în castelul Porifors, Ista o întâlnește pe foarte tânăra și frumoasa soție a lui Arhys, Cattilara, și află despre fratele vitreg al acestuia, Lord Illvin, care zace mereu fără cunoștință, cu excepția unei scurte perioade de amiază în care Arhys se odihnește. Se dovedește că Lord Illvin este cel pe care Ista l-a văzut anterior în viziunile sale, chemând-o să îl ajute. Încetul cu încetul, Ista pune cap la cap toate ițele problemei: Lord Illvin fusese pe punctul de a se căsători cu o prințesă jokoniană - aparent pentru a pune punct conflictelor dintre regate - dar aceasta pusese ochi pe Arhys; orbită de gelozie, Cattilara vrea să o ucidă, dar, din greșeală, îl ucide și pe soțul ei în învălmășeală. Prințesa jokoniană era însă posedată de un demon - care dorea să slăbească castelul Porifors, făcându-l vulnerabil în fața atacului Jokonei - și acesta sare în trupul Cattilarei odată cu moartea gazdei sale. Cu ajutorul acestui demon, Cattilara îl readuce la viață pe Arhys folosindu-se de energia vitală a lui Illvin. Planul ei pare fără cusur, dar Ista o atenționează că, pe de o parte, scurta perioadă de la amiază în care este treaz îi este insuficientă lui Illvin pentru a-și reface forțele secătuite de Arhys și, pe de altă parte, Arhys oricum se descompune încetul cu încetul, iar spiritul său s-a rupt de zei, devenind un strigoi condamnat să rătăcească pe pământ după moarte.
Castelul Porifors este atacat de forțele roknari conduse de prințul Sordso și de mama lui, prințesa Joen, cea mai mică fiică a Generalului de Aur. Misterul demonilor care se răspândesc în Chalion și Ibra în ultima vreme este astfel elucidat: Joen a ajuns sub stăpânirea unui demon extrem de puternic, pe care ruperea blestemului Chalionului l-a eliberat. Cu ajutorul lui, prințesa-mamă și-a creat o rețea de vrăjitori - persoane în trupul cărora plasează demoni pe care îi controloează -, Sordso fiind una dintre aceste marionete ale ei.
Castelul Porifors este devastat de atacul prin magie al rețelei de vrăjitori coordonați de Joen, dar Arhys face un raid nocturn în care reușește să ucidă șapte dintre marionetele prințesei-mamă. Lovitura sa, deși puternică, nu e de ajuns; avându-l alături pe Bastard, Ista se predă jokonienilor și, ajunsă față în față cu Joen, îi înghite monstrul, trimițându-l pe lumea cealaltă. La fel procedează apoi și cu demonii mai mici care posedau trupurile lui Sordso și ale celorlalți vrăjitori și, astfel, principalul atu al armatei jokoniene este distrus. Restul este făcut de trupele lui dy Oby, tatăl Cattilarei, care vine în ajutorul castelului Porifors. Ista devine unealta Bastardului, ajungând să călătorească prin Chalion și Ibra și să trimită înapoi demonii răspândiți în lume, avându-l alături pe Lord Illvin.

## Zeii Chalionului
Dacă în Blestemul Chalionului accentul religios era pus pe Fiică, simbol al primăverii, Paladinul sufletelor se concentrează asupra altui zeu, Bastardul. Spre deosebire de ceilalți patru zei, acesta nu este patronul unui anotimp sau al unei situații anume, ci el creează echilibrul, fiind în același timp și patronul demonilor. Tocmai de aceea, jokonienii nu îl acceptă drept zeu, religia lor fiind cvadriană, nu cvinteriană ca în Chalion. În romanul de față, Bastardul și-o alege ca reprezentantă în lumea materială pe Ista, folosind-o pentru a-și readuce sub control demonii evadați cu ajutorul prințesei-mamă Joen.
Un alt zeu care își face apariția într-un rol secundar este Tatăl, simbolul iernii, care este patronul lui Arhys. Datorită vrăjilor concepute de Cattilara împreună cu demonul ei, sufletul lui Arhys se transformă în strigoi, pierzând legătura cu zeul său. Tatăl apelează tot la Ista pentru ca, prin intermediul ei, să-și ajute protejatul să găsească drumul înapoi spre zeul său.

## Opinii critice
Thomas M. Wagner de la SF Reviews consideră că romanului "îi lipsește substanța intelectuală a cărții precedente, simțul ei moral al consecințelor. În timp ce Blestemul a căpătat o identitate literară și stilistică diferită de populara sagă Miles Vorkosigan a lui Bujold, Paladinul pare a fi o carte Miles într-un cadru fantasy." Cu toate acestea el admiră "sfidarea stilului convențional al continuărilor", prin faptul că Bujold nu merge mai departe cu relatarea aventurilor personajelor principale din precedentul roman, ci le trece pe acestea în plan secundar și preia personajele secundare din Blestem și le urmărește evoluția. Nu în ultimul rând, el apreciază faptul că Bujold "și-a dus continuarea în direcții neașteptate și s-a concentrat asupra unei eroine fantasy neconvenționale (o văduvă criminală de 40 de ani, abia ieșită din starea de nebunie)".
La rândul său, Sherwood Smith face pe SF Site o schiță atotcuprinzătoare a romanului: "Acțiune, personaj, umor, teroare, conflict fizic și moral, misiune religioasă pe tărâmul spiritului . . . acestea sunt elementele unui roman splendid."
Romanul a fost recompensat cu o serie de premii prestigioase:
- premiul Hugo pentru "Cel mai bun roman" (2004)[3]
- premiul Locus pentru "Cel mai bun roman fantasy" (2004)[3]
- premiul Nebula pentru "Cel mai bun roman" (2004)[3]